# أسطفان بروداريتش
أسطفان بروداريتش (باللاتينية: Stephanus Brodericus)، (بالكرواتية: Stjepan Brodarić) (حوالي 1471م، بوليانا، سيرميا – 7 نوفمبر 1539م، فاك) أسقف بيسكي (pécsi) ثم أسقف فاك، ودبلوماسي ومستشار ملك المجر لويس الثاني. يُعرف بأنه المؤرخ المجري لمعركة موهاكس 1526م ضد العثمانيين، والتي انتهت بهزيمة ساحقة للمجر.
شارك في العديد من البعثات الدبلوماسية، ومن بين أمور أخرى، كتب عملاً مهمًا (Clades in campo Mohacz) يصف معركة ميدان موهاكس التي وقعت عام 1526م.

## اسمه
يُكتب اسمه في المراجع عادة Brodericus، وأحيانًا Brodarith.

## حياته

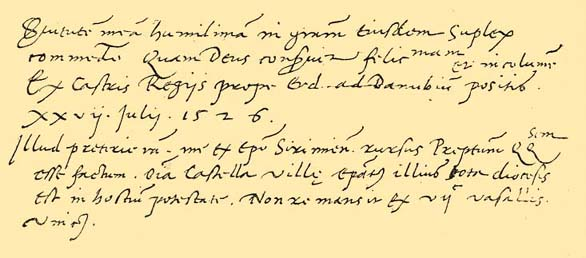
مخطوطة أسطفان بروداريتش

وُلد بروداريتش في عائلة نبيلة من الطبقة المتوسطة. درس في جامعة پادوڤا من حوالي عام 1501م حتى عام 1506م وحصل على الدكتوراه، على الأرجح في القانون الكنسي،  ثم التحق بجامعة بولونيا عام 1536م.  بعد عودته من إيطاليا أصبح كاهنا في زغرب.  في عام 1506م عمل في إستيرغوم (Esztergom) مع تاماس باكوتش (Bakócz Tamás). 
في عام 1512م، أصبح سكرتيرًا للأسقف جيورجي سزاتماري (Szatmári György)، أسقف ڤاراد (Várad)(أوراديا حاليا). في 25 مارس 1517م حصل على صك تمديد شعار النبالة له مع شقيقه الأصغر ماتياش بروداريتش وأطفاله.  كان ماتياش بروداريتش أحد رجال الحاشية الملكية في عهد الملك لويس الثاني ملك المجر ، ثم في عام 1547م شغل منصب مسؤول إدارة مناجم الملح في مقاطعة مارامورش. 
كانت زوجة ماتياش بروداريتش الثانية سارة بوغاني من مقاطعة زالا، ابنة يانوس بوغاني وحفيدة إيمري بوغاني وبوربولا أوسل. من خلال هذا الزواج، ورث ماتياش وزوجته وابنتاهما كاتالين وكلارا بروداريتش أراضي كبيرة في زالا.
بدئا من عام 1522م شغل بروداريتش منصب رئيس أساقفة بيسكي. وبهذه الصفة قام بمهام دبلوماسية للملك الپولندي سيغيسموند الأول في عدة مناسبات، وفي عام 1525م توجه إلى روما لمقابلة البابا كليمنت السابع لطلب الدعم المالي ضد العثمانيين وعاد إلى بودا في 13 سبتمبر 1526م. وفي 11 مارس، عينه الملك لويس الثاني مستشارًا للبلاد، وبهذه الصفة رافق الملك إلى معسكر موهاكس ولكنه نجا الكارثة التي وقعت في معركة موهاكس وشهد الهزيمة الساحقة للمجريين، بينما قُتل الملك هناك.
بعد هزيمة موهاكس، انحاز إلى جانب الملك فرديناند لفترة من الوقت، ولكن بعد أن بدأت الحرب ضد يانوش زابولياي، لم يرغب في المشاركة فيها وذهب إلى پولندا وأقام مع بيتر توميكي أسقف كراكوف .
لا يُعرف بدقة متى عاد إلى المجر، ولكن في عام 1535م،شارك في مفاوضات الهدنة مع فيرينك فرانجيبان (Frangepán Ferenc) رئيس أساقفة كالوتشا وأسقف إيجر وأحد أهم الدبلوماسيين في عصره، وأسطفان فيربوتشي (Werbőczy István) مؤلف القانون العرفي المجري، لصالح الملك يوحنا زابولياي في فيينا.
في مارس 1536م أصبح أسقف بيسكي وفي 1537م أسقف فاك. شارك في المفاوضات التي سبقت إبرام معاهدة سلام فاراد. في عام 1539م، ذهب إلى بولندا مع أسطفان فيربوتشي ليتقدم لخطبة الأميرة إيزابيلا، ابنة الملك سيغيسموند الأول، للملك يانوش زابولياي، ثم رافقها بعد ذلك إلى بودا وسيكشفهيرفار بصحبة بيتر بيريني (Perényi Péter) وأسطفان دروجيث (Drugeth István)ا.

## وفاته
توفي بروداريتش في 7 نوفمبر 1539م في فاك.

## أعماله
- وصف معركة موهاكس للملك البولندي سيغيسموند الأول، الذي نشر ماتياس بيرسر عمله لأول مرة في كراكوف عام 1527 تحت عنوان: De الصراع المجري مع Turcis ad Mohacz verissima historia ؛ ثم قام يانوس زامبوكي (Sambucus) بإدراجها في ملحق Decasai لبونفيني (Basiliae، 1568؛ طبعة فرانكفورت لعام 1581 أفضل) وتم نشرها بشكل منفصل تحت عنوان: Stephani Broderici narratio de praelio quo ad Mohatzium anno 1526 Ludovicus Hungariae rex periit . نائب الرئيس التعليق جوه. كاسب. خوني. أرجينتوراتي، 1688 (ترجم إلى المجرية بواسطة يانوس ليتنيي. بودا ، 1795م)
- المراسلات مع بيتر توميسيوس، أسقف كراكوف، والتي تعرض تاريخ ذلك الوقت، موجودة في المكتبة الوطنية في وارسو
- يروي Jenő Ábel (إضافات 30 ل.) رسالة من عام 1512م يذكر فيها مخطوطة يانوس بانونيوس .
- تاريخ بروداريكس عن كارثة موهاكس ؛ ترجمة ، كثافة العمليات. ، ملحوظات. إيمري سينتبيتري؛ لامبل، بي بي. ، 1903م ( المكتبة المجرية )
- تاريخ بروداريكس عن كارثة موهاكس ؛ ترجمة ، ملحوظات. ايمري سينتبيتري، الجرد. تيبور كلانيتشاي؛ قضية مماثلة. ; زريني، بي بي. ، 1976
- وصف حقيقي لمعركة المجريين مع الأتراك في موهاكس ؛ ترجمة تيبور كاردوس، مقدمة، ملاحظات. غابور سيجيثي؛ ماجفيتو، بي بي. 1983 (تفكير المجريين)
- De الصراع المجري مع سليمانو توركاروم الإمبراطور إلى Mohach historia verissima / Oratio ad Adrianum VI. الحد الأقصى البابوية ; إد. بيتر كولشار، كسابا كسابودي؛ الأكاديمي، بي بي. , 1985 ( مكتبة النصوص الطبية الحديثة )
- رسائل ; إد. ، كثافة العمليات. ، ملحوظات. بيتر كاسزا؛ الوسيطة – MOL، Bp. , 2012 ( مكتبة النصوص المتوسطة الحديثة )

## الأدب
- إستفان بروداريكس: قصة حقيقية عن المعركة بين المجريين والإمبراطور التركي سليمان في موهاكس (De الصراع المجري مع Solymano turcarum empatore ad Mohach historia verissima – ترجمة بيتر كولشار)
- بيتر كاسا: نشاط إستفان بروداركس في مقاربة تاريخية أدبية (أطروحة دكتوراه)